# Laine Hills
Die Laine Hills sind eine Gruppe vier hauptsächlich verschneiter Hügel im Palmerland auf der Antarktischen Halbinsel. Sie ragen 26 km nordwestlich der Welch Mountains auf dem Dyer-Plateau auf.
Der United States Geological Survey kartierte sie im Jahr 1974. Das Advisory Committee on Antarctic Names benannte sie 1976 nach Daren Lester Laine (* 1951), Biologe des United States Antarctic Research Program auf der Palmer-Station im Jahr 1975.